# Путешествие Николая Спафария
«Путешествие через Сибирь от Тобольска до Нерчинска и границ Китая русского посланника Николая Спафария в 1675 году» — памятник русской литературы, путевой дневник русского дипломата и географа Николая Гавриловича Спафария, написанный в 1675 году во время посольства в Пекин. 

## Сюжет
Текст «Путешествии через Сибирь от Тобольска до Нерчинска и границ Китая русского посланника Николая Спафария в 1675 год» оформлен в виде дневниковых записей (при этом черновой вариант текста не сохранился; предположительно, текст записывался с помощью помощника, приданного ему «для письма»). Автор по ходу повествования переключается с хронологического описания своего путешествия на более подробное и детальное географическое описание рек и озер Сибири: Иртыш, Обь, Байкал, Далай и Аргунь. Эти описания включены в виде отдельных глав. В них перечисляются основные характеристики перечисленных водных объектов: глубина, ширина, длина, рыбы, которые обитают, качество воды.
Дневниковые заметки ведутся по указу царя Алексея Михайловича, который направил экспедицию во главе с Николаем Спафарием в Китай с целью исследовать этот регион для дальнейшего налаживания отношений.
Путешествие начинается 2 мая 1675 года из города Тобольска по реке Иртыш. 15 мая путешественники поехали парусом по Оби. 23 мая они прибыли в Сургут и в этот же день оттуда выехали на Большую Обь. 5 июня оказались на реке Кеть, а 8 июня — в Кетском остроге. Через месяц, 8 июля, прибыли в Маковский острог, который расположен на реке Кеть. От Маковского острога путешественники отправились к реке Енисей. Енисей — река, которая подробно не исследуется Николаем Спафарием:

А опісаніе рѣки Енисѣя не напишемъ : подлинно для того, что по Енисѣю рѣкѣ изъ Енисѣйску толко 2 дни плавали.
18 июля отправились из Енисейска к Байкалу. С 21 июля по 22 августа сплавлялись по реке Тунгуске. 22 августа прибыли в Братский острог, и от него реку Тунгуску называют Ангарой. 11 сентября приехали к Байкалу на устье реки Ангары. 22 сентября оказались у устья реки Селенги, 2 октября — у Селенгинского острога. От Селенгинского острога до Китайского государства добирались 12 недель. Николай Спафарий заканчивает записи 13 января, на верховьях речки Улучи, когда путешественники достигают Китайских границ.

## Анализ текста
Книга представляет собой жанр хождения, поэтому содержит ценные сведения о пути следования посольства, о даурской земле, китайском государстве, самой дипломатической миссии, быте и нравах населения Сибири и Китая. Произведение Николая Спафария написано в деловом стиле, используемом специально для описания дипломатических поездок. Это также предполагает наличие отписок и следующий стиль не отличается особой художественной ценностью, нося скорее практичный характер отчетов, необходимых для предоставления вышестоящим лицам. Однако Николай Спафарий не может не оценить красоту природы Руси, поэтому книга содержит целый ряд лирических отступлений, описывающие достоинства рек Енисея, Лены, Оби, Кети, Амура. Особенно большой раздел посвящен описанию реки Обь.
В начале произведения Николай дает полное название, а также пишет о цели, которую он преследует, и читателям становится известна дата и место отбытия: «Книга, а в ней писано путешествие царства Сибирского от города Тоболска до самого рубежа государства Китайского, лета 7183 месяца мая в третий день». Он указывает год от сотворения мира, что соответствует 1675 году от Рождества Христова. Учитывая размышления Н. И. Прокофьева о том, что входит в каноны жанра следующее начало им соответствует.
Николай пишет во втором лице, использует многочисленные топонимы. Он очень четко отмечает даже самые мелкие детали, предоставляя читателям информацию и о том, как называются те или иные географические места на языке живущих там людей.
В качестве основных языковых единиц, которые обозначают измерение расстояния, Николай Спафарий использует понятия верста и сажень. Они являются точным указанием на отрезок длины: Реже звучат слова днище и месяц. Они представляют собой относительные единицы измерения — месяц обозначает перемещение между двумя населенными пунктами: "А и до Казани есть дорога мимо Тюмень и Уфу, ѣзду есть мѣсяцъ. Днище — это «расстояние, которое можно проехать или пройти за 1 день»: «А вверхъ по реке по Нижней Тунгуске, отъ Троецкого моностыря ходу 4 днища, пала въ Тунгуску съ левой стороны река Северная».

## Этнографические вставки
В задачи Николая Спафария входило описать не только маршрут, но и Сибирские владения в принципе, поэтому этнографические вставки в произведении весьма обширны. Как отмечает Постников А.В., созданное Николаем Спафарием «великолепное историко-географическое описание Сибири и Китая» до сих пор ценно как в историческом, так и этнографическом плане.
Описывая сибирские народы, Николай Спафарий дает подробную картину их расселения (в основном относительно больших сибирских рек, таких как Обь, Иртыш, Енисей, Лена). Например, при описании Иртыша Спафарий последовательно перечисляет народы, живущие по берегам реки: «мунгальские народы», «калмыцкие народы», «народ татарский», «народ русский», «народ остяцкий».
Некоторые из описываемых племен и народов получают довольно подробную историческую характеристкику, но в основном с опорой на Библию. Так, например, Спафарий рассказывает историю «народа Остяцкого»: «Народ Остяцкий древний, как и иные разные народы царства Сибирскаго. Жители все те от Скифов произведены суть, которые Скифе после потопа от Иафета, Ноева сына, поколение свое имели». Также историческая справка дана и о монголах: «Мунгалы суть, о которых пишет в Библии — Гог и Магог, потому что они называют себя Маголь»
Также присутствует описание торговли: Спафарий рассказывает про ярмарку, где русские продают соль, собранную на озере Ямыше, а калмыки, бухарцы и татары продают лошадей или «иные китайские товары». Автор также отмечает, что кочевники монголы приходят к русским людям в острог торговать коней, верблюдов, скот в обмен на соболей и «иные … русские товары». Уделено внимание и отношениям сибирских народов с Россией: Николай Спафарий очень часто заостряет внимание на том, что те или иные народы платят дань «Великому Государю».
Спафарий выборочно описывает детали быта как сибирских народов, так и жителей русских «острогов» (городов, укрепленных частоколом). Подробно описано и жилье. В основном Спафария интересует материал жилья: строения каменные, деревянные, или из чего-то другого («у него две палаты кирпичныя, кирпич зженой смазыван известью»). Часто отмечается, что из себя представляет строение: палаты, избы, юрты, и, например, что-то более специфическое, такое как татарское жилье («…те Татары говорят по калмыцки и по татарски, а жилище их есть, копают в земле погребы, и князцы у них есть, и городки копаные»). Большое внимание автор уделяет промыслам, которыми занимаются народы («а те Остяки промышляют зверь соболь, лисицы черные, бурые и красные, и бобров, и белки и иной многой зверь», оценке плодородности земель («И хлебу родится мочно, потому что земля добрая», «места самыя хлебородныя, и рыбныя, и угодныя»), описанию зерновых культур («…всякой овощ и еровой хлеб родится. Се есть пшеница, ячмень, просо, горох и иное, и скота всякого много…».

## Влияние
Дорожный дневник Н. Г. Спафария, опубликованный под названием «Путешествие через Сибирь от Тобольска до Нерчинска и границ Китая русского посланника Николая Спафария в 1675 году», значительным образом повлиял на развитие этнографии народов Сибири. Он одним из первых составил карту расселения аборигенов Западной Сибири: самоедов, хантов, татар, калмыков, мугальских народов и др. Территориально Спафарий сосредоточился, в основном, на близлежащих к реке Иртыш районах. Дипломат изучал быт, обычаи и нравы местных племен в тот период, когда они еще не были подвержены влиянию духовной и материальной культуры России, и детально фиксировал свои наблюдения в дневнике, что сделало его ценным источником в том числе и для современных исследователей.
Особенное влияние дорожный дневник Спафария оказал на этнографию обско-угорских народов: «Путешествие…» считается одним из первых источников этого этнографического направления. В «Путешествии…» Спафария впервые упоминается существование нескольких диалектов хантыйского языка: «Толко и у них хотя и един народ и вера одна, однакожде языки у них, живут разные, на силу друг друга выразумеют». Кроме того, в «Путешествии…» присутствуют свидетельства уклада и обычаев, послужившие основой дискуссий и исследований некоторых ученых-этнологов: следует упомянуть идола Золотой Бабы, свидетельства о котором редки и спорны, а также особенности рыболовства хантов.
Религиозные описания также ценны для изучения духовной культуры народов Сибири. Религиозные обычаи описываются с позиции христианства, но тем не менее само описание всё равно присутствует: «А вера-де у них сказывают — есть-де мечати, а в мечатях вырезаны балваны серебряные, и медные, и деревянные, и всякие. И молятся стоя мызжут да пляшут; а как медведя в лесу убьют, и они приволокут на двор и в избу с луками и стрелами; и стрелы потычут, и поют, и пляшут. А сказывают они, что де мы молимся Шейтану, и ходит он по деревням». Упоминаемая в данном фрагменте «мечеть» не может быть мусульманской мечетью, однако нельзя с точностью установить, что именно обозначает это понятие в контексте верований ханты. Такое спорное свидетельство позволяет связать верования различных народов, что, в свою очередь, любопытно с точки зрения их взаимного религиозного влияния.
Кроме того, «Путешествие…» повлияло на становление российской синологии. Спафарий считается основоположником российского китаеведения, так как, в отличие от других дипломатов своего времени, целенаправленно изучал язык и культуру Китая. Его дорожный журнал, в частности, был одним из первых документов, описывающих географию пограничных с Китаем территорий.
Как уже было сказано выше, «Путешествие..» Николая Спафария является ценной работой не только в этнографическом плане. «Путешествие..» представляет собой и важный географический источник. В частности, особенно примечательны фрагменты, касающиеся рек и озёр, упоминаемых Спафарием.
Сведения, предоставляемые автором, имеют огромное значение при рассмотрении этимологии гидронимов, таких, как, например, Ангара и Енисей. Обратимся к следующему отрывку: «А от острова до Брацкого острога полверсты. И того же числа приехали в Брацкий острог. А острог стоит на ровном месте. А в остроге церковь во имя Пресвятыя Богородицы Владимерския. А жилых дворов казачьих с 20. Да под острогом течёт река Ока. А вытекла из степи, а по ней живут пашенные крестьяне и Браты. И от Брацкого острога реку Тунгуску называют Ангарою. ...И сентября в 11-й день приехали к Байкальскому морю на усть реки Ангары». А. А. Бурыкин, советский и российский ученый и фольклорист, в одной из своих статей комментирует этот фрагмент и выделяет в нем сведения о том, что, по-видимому, «в последней четверти XVII века название Ангара держалось за отрезком реки от Байкала до Братского острога (современного Братска), а от Братского острога до впадения в Енисей эта река именовалась Верхней Тунгуской..». Стоит отметить и то, что в последующих отрывках «Путешествия..» звучит не встречавшаяся ранее форма «Онгара».
О реке Енисей Спафарий не пишет подробно и дает тому объяснение: «А описания реки Енисея не напишем подлинно для того, что по Енисею реке из Енисейску только 2 дня плавали. А после того плаваем по Тунгуске и до самого Байкала. А не пишем про Енисей и для того, что вершина той реки не знается, откуда начинается; только сказывают, что вершины ея недалеко от обских». Однако, нам известно, что ранее истоком реки Енисей считался Байкал. Правда, впоследствии, это предположение было опровергнуто, и Спафарий сыграл в этом вопросе не последнюю роль. Помимо широкого использования материалов работы Спафария в исследованиях подобной направленности, стоит обратить внимание на ещё один немаловажный факт. Николай Спафарий - первый человек, в работе которого мы находим информацию о том, что единственной рекой, вытекающей из озера Байкал, является Ангара. Более того, именно Спафарию принадлежит первое научно-географическое описание Байкала. Раздел, озаглавленный как «Описание Байкалскаго моря, кругом от устья реки Ангары, которая течет из Байкала, и опять до устья той же реки Ангары», начинается со слов автора о том, что никаких описаний озера ни прежде, ни в настоящем он не встречал, и поэтому решается дать краткое описание в своём дневнике: «Байкалское море неведомое ни у старых, ни у нынешних земноописателей, потому что иныя мелкия озера и болота описуют, а про Байкала, которая толикая великая пучина есть, никакое воспоминание нет; и для того его здесь вкратце описуем».
Спафарий говорит, что Байкал можно назвать как морем, так и озером, и приводит несколько аргументов в пользу обеих теорий. Например, согласно рассуждениям Спафария, морем Байкал можно считать потому, что вместе со многими реками он впадает в «Окиянское море», и ширина, глубина и длина его крайне велики. Озером же Байкал можно назвать потому, что вода в нем не соленая - как характерно для моря - а пресная. Далее Спафарий описывает территорию вокруг Байкала, остров Олхон «в середине Байкалскаго», реки, впадающие в Байкал; даёт примерную оценку глубине, также обозначает период времени, на протяжении которого Байкал покрыт льдом и уточняет его толщину: «..около Крещеньева дни и стоит до мая месяца около Николина дни, а лед живет в толщину по сажени и больши..». Большую часть раздела о Байкале занимает описание прилегающих к озеру территорий. Согласно Спафарию, это местности гористые, по краю берега везде лежит камень. Также Спафарий высказывает предположение о том, откуда Байкал взял свое имя: согласно рассуждениям автора, озеро получило название по имени некоторого иноземца, когда-то жившего в тех местах. 

## Издания
Этот труд, в русской традиции известный как «Книга, а в ней писано путешествие царства Сибирского от города Тобольского и до самого рубежа Китайского» почти двести лет пролежал в посольском архиве.
Впервые эта работа была опубликована в Санкт-Петербурге в 1882 году Ю. В. Арсеньевым в типографии В. Ф. Киршбаума в десятом томе Записок Императорского Русского географического общества по отделению этнографии. Также этот труд доступен в публикации двух трудов учёного, изданной в Кишиневе в 1960 году. В статье А. А. Бурыкина «Ханты в сочинении Н. Г. Спафария «Путешествие…»», включённой в сборник «Хантыйский мир через призму разноструктурных языков» сказано, что издание 1960 года содержит приложение «Словарь трудных слов».